# Шон Даффі
Шон Патрік Даффі (англ. Sean Patrick Duffy; нар. 3 жовтня 1971, Гейвард, Вісконсин) — американський політик-республіканець, представляє 7-й округ штату Вісконсин у Палаті представників США (2011—2019). 20-й Міністр транспорту США (з 28 січня 2025).
Він навчався у Saint Mary's College (Вайнона, штат Міннесота), пізніше отримав юридичну освіту у William Mitchell College of Law (Сент-Пол, штат Міннесота). У 1999 році прийнятий до колегії адвокатів. У 1997 році він брав участь у шостому сезоні реаліті-шоу The Real World на MTV. Він також працював коментатором на ESPN.
З 2002 по 2010 Даффі працював прокурором округу Ешленд.
Даффі одружений з 1999 року, має шістьох дітей. Його дружина також брала участь у реаліті-шоу The Real World.